# Willi Overdieck
Willi Overdieck (* 26. Oktober 1931 in Marl; † 25. Februar 2018) war ein deutscher Fußballspieler. Von 1954 bis 1963 hat er in der damals erstklassigen Fußball-Oberliga West als Aktiver von Westfalia Herne 225 Ligaspiele absolviert und dabei 70 Tore erzielt. In der Saison 1958/59 gewann er mit Herne die Westdeutsche Meisterschaft.

## Laufbahn
Der Stürmer Willi Overdieck kam zur Runde 1953/54 von den Schwarz-Gelben aus dem Volkspark, von der SpVg Marl, zu Westfalia Herne in die 2. Liga West. Aus den Reihen des westfälischen Landesligisten wechselte 1962 auch Reinhold Wosab zu Borussia Dortmund in die Oberliga West. Overdieck erzielte an der Seite von Günter Grandt (28 Spiele/28 Tore) und Alfred Ilmer (30 Spiele/16 Tore) in 26 Spielen in der 2. Liga elf Tore. Die Mannschaft vom Stadion am Schloss Strünkede belegte den zweiten Platz und erreichte damit den Aufstieg in die Oberliga West. Entscheidende Bedeutung hatte der 2:1-Auswärtserfolg am 30. Mai 1954 bei der SG Wattenscheid 09. Im ersten Jahr in der Oberliga West, 1954/55, kam der Mann aus Marl auf 27 Einsätze und erzielte beim knappen Erreichen des Klassenerhalts sieben Tore. Ab der Runde 1955/56 übernahm mit Fritz Langner ein neuer Mann das Traineramt und mit Hans Tilkowski stand ein neuer Torhüter im Gehäuse der Westfalia. Mittelstürmer Overdieck erzielte 21 der 51 Rundentore der Westfalia und nahm damit den dritten Rang in der Torschützenliste im Westen hinter Alfred Niepieklo (24) und Alfred Kelbassa (22) ein. Dortmund gewann mit 78:36 Toren die Meisterschaft und Herne kam mit 51:60 Toren auf den 13. Rang. Am 6. November 1955 glückten dem Angreifer drei Treffer zum 4:2-Erfolg im Heimspiel gegen Rot-Weiss Essen. Sein direkter Gegenspieler war dabei Mittelläufer Heinz Wewers, ein ausgewiesener Könner in der Defensivzentrale. Als zweifacher Torschütze zeichnete er sich bei den Erfolgen gegen Preußen Münster (3:0) und den 1. FC Köln (3:1) sowie bei der 2:7-Niederlage beim FC Schalke 04 aus.
Als er mit seinen Mannschaftskameraden in der Serie 1958/59 die Meisterschaft im Westen feiern konnte, agierte aber der junge Mittelstürmer Gerhard Clement als erfolgreicher Torjäger (30 Spiele/28 Tore) im Angriffszentrum des Überraschungsmeisters und Overdieck überzeugte auf der rechten Verteidigerposition. Seine Partner in der Verteidigung waren Willi Kellermann (20 Spiele) und Erich Ketheler (10 Spiele). In den zwei Endrundenteilnahmen der Westfalia 1959 und 1960 (als Vizemeister im Westen) absolvierte der langjährige Leistungsträger alle 13 Spiele gegen den Hamburger SV, Kickers Offenbach, Tasmania 1900 Berlin, Karlsruher SC und Borussia Neunkirchen. Sein letztes Oberligaspiel absolvierte er am 28. März 1963, einem Nachholspiel gegen Viktoria Köln. Mit Torhüter Tilkowski, dem Verteidigerpaar Overdieck und Kellermann, sowie Mittelläufer Alfred Pyka war beim 3:3-Remis der Kern der Defensive formiert. Trainer war im letzten Jahr der alten Oberligaära, 1962/63, bis April 1963 Fritz Silken.
Willi Overdieck zählte jahrelang zu den unverzichtbaren Leistungsträgern bei den Blau-Weißen von Westfalia Herne. In seinen Anfangsjahren als torgefährlicher Mittelstürmer, später als leistungsstarker Verteidiger, der auch die Aufmerksamkeit von Bundestrainer Sepp Herberger gefunden hatte. Er sollte für das Länderspiel gegen Frankreich am 26. Oktober 1958 in Paris seine Chance erhalten. „Aber eine Woche vorher (19. Oktober: 3:0-Sieg im Heimspiel gegen den Tabellenvorletzten STV Horst Emscher) lieferte er unter den Augen Herbergers eine schwache Partie ab“, erinnert sich sein damaliger Mitspieler Horst Wandolek. „Nach dem Spiel kam Herberger zu uns in die Kabine und begrüßte jeden einzelnen Spieler, nur an Willi ging er ohne Gruß und Handschlag vorbei. Im Klartext hieß das: ‚Du bist ausgeladen.’ So war das früher.“
Ab 1963 ließ er seine Karriere beim Delbrücker SC ausklingen.